# Indie na Letnich Igrzyskach Olimpijskich 1948
Indie na Letnich Igrzyskach Olimpijskich 1948 reprezentowało 79 zawodników, tylko mężczyzn.

## Zdobyte medale
| Medal | Zawodnik | Dyscyplina      | Konkurencja      |
| ----- | --- | --------------- | ---------------- |
| Złoto | Kishan Lal Kunwar Digvijay Singh Leslie Claudius Walter de Souza Keshav Dutt Lawrie Fernandes Ranganandhan Francis Randhir Singh Gentle Gerry Glacken Akhtar Hussain Patrick Jansen Amir Kumar Leo Pinto Jaswant Rajput Latif-ur Rehman Reginald Rodrigues Balbir Singh Grahanandan Singh Trilochan Singh Maxie Vaz | Hokej na trawie | turniej mężczyzn |